# Список керівників держав 440 року
Список керівників держав 440 року — це перелік правителів країн світу 440 року
Список керівників держав 439 року — 440 рік — Список керівників держав 441 року — Список керівників держав за роками

## Європа
- Арморика — король Саломон (434–446)
- Британські острови:
  - Брінейх — король Гарбоніан ап Коель (420–460)
  - Глівісінг — король Мор ап Оуайн (440–450)
  - Дівед — король Тріфін Бородатий (421–455)
  - Думнонія — король Костянтин ап Кономор (435–443)
  - Ебрук — король Кенеу ап Коель (420–450)
  - плем'я піктів — король Дрест I (413–480)
  - Королівство Повіс — король Категірн (430–447)
  - Стратклайд(Альт Клуіт) — король Керетік Землевласник (бл. 410 — бл. 440), його змінив син король Кінуіт ап Керетік (бл. 440 — бл. 470)
- Королівство бургундів — король Гундіох (436–473)
- Вестготське королівство — вождь Теодоріх I (419–451)
- Візантійська імперія — імператор Феодосій II (408–450)
- плем'я гепідів — король Ардаріх (420–460)
- Західна Римська імперія — імператор Валентиніан III (425–455)
- Імперія гунів — на сході правив каган Бледа (434–445) на заході править каган Аттіла (434–453)
- Ірландія — верховний король Лоегайре мак Нілл (428–458)
  - Айлех — король Еоган МакНіалл (бл. 440–465)
  - Коннахт — король Нат І мак Фіахрах (405–456)
  - Ленстер — король Муйредах Сніте (436–440), його змінив король Моенах (440–445)
  - Манстер — король Над Фройх (420–454)
- плем'я остготів — король Валамир (440–469)
- Салічні франки — король Хлодіон (428–447)
- Королівство свевів — король Рехіла (438–448)
- Святий Престол — папа римський Сікст III (432–440), його змінив папа римський Лев I (440–461)

## Азія
- Аль-Хіра (Династія Лахмідів) — цар Аль-Мундір I ібн ан-Ну'ман (418—462)
- Диньяваді (династія Сур'я) — раджа Сур'я Натха (418—459)
- Джабія (династія Гассанідів)
  - цар аль-Ну'ман IV ібн аль-Айхам (434—455)
  - цар аль-Харіт III ібн аль-Айхам (434—456)
  - цар аль-Ну'ман V ібн аль-Харит (434—453)
- Жужанський каганат — каган Юйцзюлюй Уті (429—444)
- Іберійське царство — цар Мітридат V Грузинський (435—447)
- Індія:
  - Царство Вакатаків — махараджа Праварасена II (400—440), його змінив махараджа Нарендрасена (440—460)
  - Імперія Гуптів — магараджа Кумарагупта I (415—455)
  - Держава Кадамба — цар Какуставарма (435—455)
  - Камарупа — цар  Кальянаварман (422—446)
  - Династія Паллавів  — махараджа Сімхаварман II (436—458)
  - Раджарата — раджа Панду (436—441)
- Кавказька Албанія — цар Ваче II (438—461)
- Китай (Південні та Північні династії):
  - Лю Сун — імператор Лю Ілун (Вень-ді) (424—453)
  - Династія Північна Вей — імператор Тоба Тао (Тай У-ді) (424—452)
  - Тогон — Муюн Муліянь (436—452)
- Царство Кінда — цар Акіль-аль-Мурар (425—458)
- Корея:
  - Кая (племінний союз) — ван Чхвіхий (421—451)
  - Когурьо — тхеван (король) Чансухо (413—490)
  - Пекче — король Пію (427—454)
  - Сілла — марипкан Нольджі (417—458)
- Паган — король Тюе (439—494)
- Персія:
  - Держава Сасанідів — шахіншах Єздігерд II (439—457)
    - хушнаваз й магашахі ефталітів і алхон-гунів в Траноксіані, Тохаристані й Гандхарі Хінґіла I (440—490)
- Тарума (острів Ява) — цар Вішнуварман (434—455)
- Фунань (Бапном) — король Шрі Індраварман (430—440)
- Хим'яр — цар Хасан Їха'мін (440—458)
- Чампа — князь Фан Янг Маі II (431—455)
- Японія — імператор Інґьо (411—453)

## Африка
- Аксумське царство — негус Ебана (бл. 415-бл. 450)
- Королівство вандалів і аланів — король Гейзеріх (428–477)

## Північна Америка
- Цивілізація Майя:
  - місто Паленке — священний владика Ч'а-Каспер (435–487)
  - місто Тікаль — цар Сіхях-Чан-К'авііль II (414–458)